# Alfarería en la provincia de Albacete
La alfarería en la provincia de Albacete (España), como fenómeno etnográfico posterior a la romanización, mezcla influencias de la herencia cultural morisca en la región manchega, concretamente de las vecinas provincias de Toledo y Cuenca, con las del también próximo Levante español.
Sus centros más importantes fueron Villarrobledo, uno de los mayores productores de tinajas de España, y Chinchilla de Montearagón. 

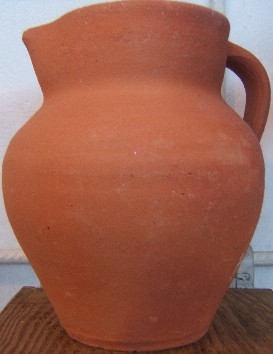
Jarra sin vidriar de Chinchilla (Albacete)

## Documentación histórica
Las referencias más antiguas al oficio de la alfarería en tierras de la actual provincia de Albacete se encuentran en las ordenanzas de Chinchilla de 1441. Menciones posteriores mucho más concretas pueden leerse en la Ordenanza de olleros de 1509.
Ya en 1576, en las Relaciones topográficas de Felipe II, citan Chinchilla de Montearagón como cibdad en que se haze mucha y muy buena obra de barro especialmente ollas y crisoles para fundir metal y escelentisymos cántaros. El barro es bermejo, ay blanco enpero no es tal.
En el siglo XVIII hay referencias concretas en las encuestas de 1755 para el Catastro de Ensenada, donde ya aparecen los apellidos de antiguas familias alfareras como los Carcelén y los Gimena; nuevas citas, ya en el siglo XIX, pueden encontrarse en los Diccionarios de Sebastián Miñano (1826), Seudo Malte-Brun (1832) y de Pascual Madoz.

## Centros alfareros mayores

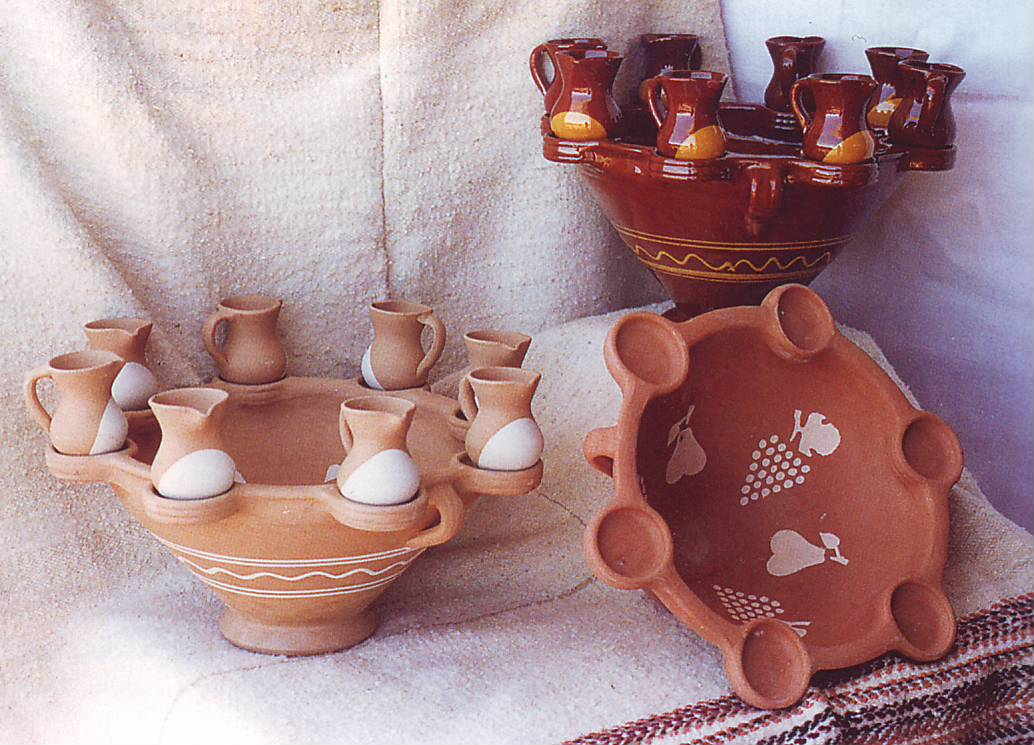
Proceso de elaboración de las cuerveras : bizcocho, primera cocción y vidriada. Composición de Pilar Belmonte Useros.

### Chinchilla de Montearagón
Los estudios más completos de la alfarería chinchillana parten de dos archivos, el histórico provincial de Albacete y el municipal de Chinchilla; su estudio y el complementario trabajo de campo han corrido a cargo del etnólogo José Sánchez Ferrer.
En el plano etnográfico también ha sido muy importante la labor de recopilación de piezas hecha por el matrimonio Belmonte-Useros, creadores del Museo de cerámica nacional instalado en esta localidad desde 1980.
Las ollerías de Chinchilla aparecen documentadas en las Relaciones topográficas de Felipe II (1576) y en los Diccionarios más conocidos del siglo XIX; tras el esplendor del XVIII y el XIX, sobrevendría, como en el resto de España, su crisis alfarera. Los 36 talleres de 1904 eran 26 en 1924, diez en 1943 y solo tres en 1973. Los últimos maestros alfareros de Chinchilla de Montearagón, Antonio Carcelén y los hermanos Luis y Antonio Tortosa, cerraron sus talleres a comienzos del siglo XXI. En el museo ha quedado el testimonio de su trabajo y la música de sus nombres y apodos: "Peroles", Valeriano, los "Coloraos", los Molinas, Indalecio, "Pintili", los "Leandros", "Realico", los "Espinas", "Brincatapias", el "Mudo", Mariano Tortosa...

#### Tipología, glosario y técnicas
Tradicionalmente se ha trabajado la alfarería de agua tanto sin vidriar (cántaras y tinajas domésticas), como vidriada solo en el interior (alcuzas, cuerveras, tarros de ordeño, jarras) o con vidriado exterior (en los botijos y botijones) Más singulares son piezas como los morteros para preparar el atascaburras, el corciol (lebrillo grande para aclarar la ropa), el bacín o las populares cuerveras. El método más antiguo para decorar este tipo de piezas es a la trepa, y los motivos más habituales: gallos, racimos de uvas o custodias. Los colores más tradicionales en este foco son el blanco, el amarillo y el verde.
En el histórico ámbito troglodita de cuevas-alfar de este enclave arqueológico, se han utilizado tradicionalmente hornos morunos con doble cámara vertical y techo abierto. En cuanto al glosario, las piezas de boca grande aquí se llaman obra abierta, la cacharrería sin vidriar obra parda y a la acción de vidriar: arcolar.
Añadir, por último, que la alfarería chinchillana tuvo en el pintor Benjamín Palencia un ilustrador de excepción.

### Villarrobledo
Tras cuatro siglos de industria tinajera manchega, en esta localidad fronteriza con las provincias de Toledo y Cuenca, casi todo lo que queda es orgullo y recuerdos. Ambos están muy presentes en el Centro de la Tinajería, que se inauguró en noviembre de 2008; en él se recrean las distintas fases de fabricación de las tinajas en cuatro espacios expositivos, desde la extracción de la materia prima en los barreros y el traslado del barro a las fábricas, hasta el uso final de las tinajas en las bodegas, tras haber sido cocidas en el horno.

#### Cultura tinajera

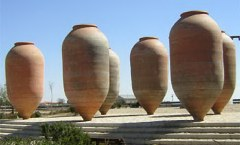
Tinajas cilíndricas de Villarrobledo.

Se ha supuesto que la actividad alfarera en Villarrobledo, como en el resto de la provincia, llegó con la población morisca expulsada de Andalucía en 1571. Su industria, en principio en talleres familiares y lejos del casco urbano, llegaría a alcanzar características gremiales. La primera cita documental a los tinajeros locales es del siglo XVII y aparece en el Arancel de Reformas y Precios de las Mercaderías, Salarios, y Jornales de 1627 hecho en virtud de las Reales Pragmáticas, donde se regula el precio de las tinajas por arrobas.
La prosperidad de la alfarería local quedó determinada por la alta calidad de la materia prima, extraída de las barreras o pozos situados entre el cementerio municipal y la ermita de la Virgen.
Las tinajas de Villarrobledo, originalmente ovoides, como las situadas por Cervantes en El Toboso, requerían un largo proceso de elaboración; en invierno se secaban y en primavera o verano se cocían. Eran necesaria una veintena de hombres para transportar la tinaja del patio del alfar al horno, bajo la dirección de un capataz. Los hornos, exteriormente cuadrados y con cúpula achatada, tenían dos bocas, contrapuestas, para la leña. Tras 24 horas de "cochura" (cocción), se dejaban enfriar de tres a cuatro días. Villarrobledo llegó a tener, entre 1915 y 1930, 72 hornos en activo, un 90% de ellos con capacidad para tinajas de quinientas arrobas y un 10% con cabida para tinajas de 250 arrobas.
- Además de la industria tinajera, las guías de alfares del siglo XX, recogen la existencia en Villarrobledo de otros talleres dedicados a la producción de macetas, bellos brocales de pozo y variada alfarería de agua. Sobresalió el de las hermanas Nava Martínez, hijas de alfarero, cuyas obras urdidas a mano, siguiendo ancestrales técnicas de alfarería hecha por mujeres, serían luego objeto de búsqueda por los anticuarios.[16] Nombres para la memoria alfarera de este pueblo: Adrián Navarro Calero, Benita Nava "la Cantarillera", Blas Lozano, María Antonia "La Morena" y sus hijos, y los últimos tinajeros villarrobletanos: José Gimena, Tomás Gómez "Orozco" y Agustín Padilla Girón.

## Centros alfareros menores

### La Roda
La proximidad de la autovía del Este y la abundancia y calidad de los barros ha atraído a la localidad alfareros procedentes de Chinchilla, como las sagas familiares de los Cebrián Molina y los Carcelén. 

### Hellín
En Hellín y la vecina población de Isso la cacharrería estuvo siempre ligada a la producción de tejas, baldosas y morteros para la resina. En la zona se han encontrado diversos yacimientos arqueológicos –como el de El Tolmo de Minateda–, con abundante ajuar alfarero de diferentes periodos y algunos hornos islámicos del siglo ix.
También tuvo Hellín fábrica de loza de herencia morisca, con vidriado blanco y decoración azul de la que guarda una interesante colección el Museo Comarcal de Hellín.

### Tobarra
Foco morisco importante, en el que solo queda cerámica industrial. Fueron famosos sus tostadores para el azafrán.

### Albacete
Procedente de Chinchilla, continúa trabajando desde 1990 Jesús Carcelén, en la ciudad de Albacete, en un taller artesano situado en la calle Santiago Rusiñol.

### Pozuelo
Tuvo alfarería vidriada muy fina decorada en tierra blanca, al estilo de Cuerva.

### Peñas de San Pedro
El Museo de cerámica de Chinchilla de Montearagón conserva una interesante muestra de alfarería antigua hecha en esta localidad por alfareros procedentes de Chinchilla.
- Un estudio del Equipo Adobe registra además como pequeños focos donde hubo actividad alfarera las siguientes localidades: Alatoz, Alcaraz, Carcelén, Caudete, Cotillas, Elche de la Sierra, Higueruela, Ossa de Montiel, Socovos, Villapalacios y Yeste.[20]